# BASF
BASF SE (skraćeno BASF: "Badische Anilin & Soda-Fabrik") njemački tvrtka, koja je po prihodima i tržišnoj kapitalizaciji, trenutno najveća svjetska kemijska kompanija sa sjedištem u Ludwigshafenu na Rajni. SE: je kratica za Societas Europaea (pravni oblik za tvrtke u Europskoj uniji). Širom svijeta ima gotovo 105,000 ljudi zaposlenih u 170 zemalja u BASF-u. BASF ima više od 150 lokacija proizvodnje.

## Povijest
6. travnja 1865. godine Friedrich Engelhorn osnovao je u Mannheim-Jungbuschu Badische Anilin- und Sodafabrik kao javno poduzeće s kapitalom od 1,4 milijuna guldena (pored Engelhorna bili su u predsjedništvu August Clemm, Carl Clemm i Julius Giese). Na početku tvrtka je proizvodila katranska bojila, ali je ubrzo počela s proizvodnjom tekstilnih bojila na bazi indiga. U roku od nekoliko godina postignuto je kroz daljnja širenja i akvizicije, vodstvo na svjetskom tržištu za boje.

## Vanjske poveznice
- BASF Hrvatska
- BASF Njemačka  Arhivirana inačica izvorne stranice od 29. prosinca 2010. (Wayback Machine)